# 玉野市立山田中学校
玉野市立山田中学校（たまのしりつ やまだちゅうがっこう）は、岡山県玉野市後閑にある公立中学校。瀬戸内海に面した立地で、夕方には海沿いの綺麗な夕焼けを眺めることができる。

## 沿革
- 1953年 - 玉野市と山田村が合併し玉野市立山田中学校と改称される
- 1957年 - 運動場拡張工事完成
- 1965年 - 保健室新設工事完成
- 1977年 - 体育館竣工
- 1977年 - テニスコート完成
- 1994年 - パソコン教室完成
- 1997年 - 花壇設置
- 1998年 - 第1回もちつき大会開催
- 2000年 - 防球ネット完成

## 関係する小学校
- 玉野市立後閑小学校
- 玉野市立山田小学校

## 最寄駅
- JR宇野線:備前田井駅

## 通学区域が隣接している学校
- 玉野市立宇野中学校
- 玉野市立八浜中学校
- 玉野市立東児中学校
- （香川県）直島町立直島中学校 （海を挟んで隣接。）